# Герб Уганди
Герб Уганди розміщений на щиті і списах на зеленому насипі. Розшифрування герба є таким: щит і спис є символом готовності угандійського населення захищати власну країну. На щиті є три зображення: хвилі на вершині щита є символом озер Вікторії та Альберт; сонце в центрі символізує велику кількість сонячних днів, що є протягом року в цій країні; і традиційний барабан, який є символом танцю і скликання людей на зустрічі та церемонії.
Праворуч від щита зображений підвид східного вінценосного журавля (Balearica regulorum gibbericeps), що є національним птахом Уганди. Ліворуч від щита зображена угандійський підвид антилопи коб (Kobus kob thomasi), що тут символізують багату дику природу країни.
Щит зображений на зеленому насипі, що символізує родючу землю, а також вздовж цього насипу зображена водна артерія, що символізує річку Ніл. Дві головні товарні культури: кава і бавовна, оточують річку. Унизу герба на стрічці написаний девіз «За Бога і мою країну».